# Fettstoffwechselstörung
Eine Dyslipidämie bezeichnet eine falsche Konzentration von Fetten im Blut. Darunter wird im engeren Sinne ein veränderter Cholesterin- oder Triglyceridspiegel, aber auch eine veränderte Konzentration an Lipoprotein a (kurz Lp(a)) verstanden, wobei meistens erhöhte Werte gemeint sind (Hyperlipidämie). Im weiteren Sinne kann damit auch das Vorkommen oder die falsche Konzentration anderer Fette im Blut gemeint sein (z. B. Phospholipide, Cholesterolester oder freie Fettsäuren).

## Entstehung
Durch die Nahrung aufgenommene oder im Stoffwechsel entstandene Fette sind wasserunlöslich und werden daher im Blut an Proteine gebunden transportiert (Lipoproteine).

## Folgen einer Hyperlipidämie
Die Hyperlipidämie gilt als ein Hauptrisikofaktor der Atherosklerose. Vereinfacht sind dabei folgende Mechanismen von Relevanz: Befinden sich zu viele Lipoproteine im Blut, dringen diese in die Blutgefäßwände ein und rufen durch Oxidation eine Entzündungsreaktion hervor. So kommt es zur Aktivierung des Immunsystems und es wandern spezielle Fresszellen, sog. Makrophagen, in die Gefäßwand ein, um den Überschuss an Lipoproteinen abzubauen. Weil sich aber über der betroffenen Stelle der Gefäßwand eine endotheliale Zellschicht ausgebildet hat, können die gesättigten Makrophagen nicht wieder aus der Gefäßwand austreten, im Blutgefäß entsteht eine Verengung. Wenn diese Neubildung schließlich aufplatzt, kann es zu einem Blutgefäßverschluss kommen und infolgedessen zu einer Unter- oder Nichtversorgung des umgebenden Gewebes (Ischämie) und einem entsprechenden Funktionsausfall oder sogar zum Gewebetod (Nekrose). Derartige Krankheiten werden meist Infarkt oder im Falle eines Hirninfarkts auch synonym als Schlaganfall bezeichnet.

## Formen der Dyslipidämie
Dyslipidämien können nach Ursache (Ätiologie) oder Erscheinungsbild (Phänotyp) eingeteilt werden.
Fredrickson-Klassifizierung der Hyperlipidämien:
| Phänotyp             | I             | IIa | IIb          | III | IV   | V                      |
| Erhöhtes Lipoprotein | Chylomikronen | LDL | LDL and VLDL | IDL | VLDL | VLDL und Chylomikronen |
| -------------------- | ------------- | --- | ------------ | --- | ---- | ---------------------- |

|             | Zunahme | Abnahme |
| ----------- | --- | --- |
| Lipid       | - Hyperlipidämie: Lipide - Hypercholesterolämie: Cholesterol. Familiäre Hypercholesterinämie basiert auf einem Gendefekt auf Chromosom 19 (19p13.1-13.3). - Hyperglyceridämie: Glyceride - Hypertriglyceridämie: Triacylglyceride | - Hypolipidämie - Hypocholesterinämie: Cholesterol                                                                          |
| Lipoprotein | - Hyperlipoproteinämie: Lipoproteine (meist LDL) - Hyperchylomicronämie: Chylomikronen | - Hypolipoproteinämie: Lipoproteine - Abetalipoproteinämie: beta-Lipoproteine - Tangier-Krankheit: High Density Lipoprotein |
| Beide       | - Kombinierte Hyperlipidämie: Low Density Lipoprotein und Triacylglyceride | |

Fettstoffwechselstörungen können nach der Ursache in zwei Gruppen eingeteilt werden, die primäre und die sekundäre Fettstoffwechselstörung.

### Primäre Dyslipidämie
Den primären Formen der Störung liegt ein ererbter Defekt zugrunde. Hierzu zählen die primären Formen der Hyperlipoproteinämie und Hypertriglyceridämie. Dennoch spielt nicht nur die Vererbung eine Rolle, auch andere Faktoren wie bestimmte Ernährung oder Übergewicht beeinflussen die Entstehung der Störung.

### Sekundäre Dyslipidämie
Die sekundären Formen der Störung entstehen nicht wegen eines Gendefekts, sondern aufgrund verschiedener Krankheiten:
- Diabetes mellitus Typ 2
- Schilddrüsenunterfunktion
- Nephrotisches Syndrom
- Lebererkrankungen

Des Weiteren kann die Einnahme bestimmter Medikamente die Entstehung der Störung begünstigen:
- Diuretika
- orale Kontrazeptiva
- Kortikosteroide

Im Gegensatz zu der primären kann die sekundäre Dyslipidämie meistens durch die Therapie der sie erzeugenden Krankheit geheilt werden.

### Familiäre Hypolipidämien

#### Familiäre Hypobetalipoproteinämie
Die Familiäre Hypobetalipoproteinämie ist ein autosomal-dominant vererbter Gendefekt. Er betrifft bestimmte Apolipoprotein B-Gene. Die Krankheitshäufigkeit beträgt 1:500 bis 1:1 Million, je nach Vererbungsmuster.
Die Folge der Genmutation sind funktionslose Moleküle der Apolipoproteine B48 und B100. Diese funktionslosen Moleküle hemmen vermutlich die Apo-B-Synthese, sodass die Produktion von Chylomikronen und VLDL sinkt. Bei homozygoten Gendefektträgern führt das bereits im Kindesalter zur Malabsorption von Fett und fettlöslichen Vitaminen (wie Vitamin E). Heterozygote bleiben symptomfrei.

#### Familiäre Abetalipoproteinämie
Die Familiäre Abetalipoproteinämie ist ein sehr seltener Gendefekt, der das mikrosomale Triglyzerid-Transferprotein (MTP) betrifft. Der Gendefekt wird autosomal-rezessiv vererbt. Er verhindert die Übertragung von Triacylglyceriden und Phospholipiden auf die Apo-B-Proteine und damit die Bildung aller β-Lipoproteine. Die angeborene Krankheit äußert sich bei Kindern durch Fett-Malabsorption und folglichem Vitamin-E-Mangel.

#### Familiäre Hypoalphalipoproteinämie
Der Ursprung dieses seltenen, autosomal-dominant vererbten Gendefekts ist unbekannt. Folge ist eine Cholesterinrücktransportstörung durch erniedrigtes HDL-Cholesterin. Sie führt zu Xanthomen und Hornhauttrübungen. Das Herzinfarktrisiko ist erhöht.

#### Apolipoprotein-A1-Mutationen
Die sehr selten vorkommende Mutationen des Apolipoprotein-A1-Gens bewirkt eine Senkung der HDL-Cholesterinproduktion. Das Herzinfarktrisiko ist gesteigert.

#### Mangel an Lezithin-Cholesterin-Acyltransferase (LCAT)
Dieser Mangel ist ein in Einzelfällen bekannter Gendefekt des Lecithin-Cholesterin-Acyltransferase Gens, der autosomal-rezessiv vererbt wird. Ein LCAT-Defekt hat zwei Auswirkungen: Die Störung der Veresterung von Cholesterin an HDL-Partikeln und die Ansammlung von freiem Cholesterin auf Lipoproteinen im Gewebe. Die Folge sind Niereninsuffizienz, Hornhauttrübung, hämolytische Anämie und vorzeitige Arteriosklerose.

#### Tangier-Krankheit
Die Tangier-Krankheit ist ein seltener, autosomal-rezessiv vererbter Gendefekt des ABCA 1 Gens. Sie wurde zum ersten Mal auf der Insel Tangier, im US-Bundesstaat Virginia, beobachtet. Das ABCA 1 Protein ist für das Ausschleusen von Cholesterin aus bestimmten Zellen wie Makrophagen verantwortlich. Typisches Krankheitsmerkmal sind orangefarbene Rachenmandeln. Als Folge der Erkrankung können Hepatosplenomegalie, Hornhauttrübung, peripherer Neuropathie und vorzeitige koronarer Herzkrankheit auftreten.

## Symptome
Neben dem Leitsymptom der veränderten Blutfettwerte können bei einer Dyslipidämie die folgenden Symptome einzeln oder in Kombination auftreten:
- Bildung von Fettknötchen an Hand, Handgelenk, Fußknöchel, Augenlid oder Gesäß,
- Trübungsringe (grau, weiß oder gelb) im Bereich der Hornhaut,
- wiederkehrende Entzündungen der Bauchspeicheldrüse,
- Schmerzen verursachende Fettleber.

Sind ein oder mehrere dieser Anzeichen zu erkennen, sollte für eine genauere Diagnose und die gezielte Behandlung ein Arzt konsultiert werden.

## Behandlung
Um eine Dyslipidämie zu behandeln, wird der Cholesterinwert im Blut gesenkt. Dies geschieht in erster Linie durch eine Umstellung der Lebensweise mit einer Änderung der Ernährung und vermehrter körperlicher Bewegung. Führt eine Umstellung der Lebensweise nicht zu einer ausreichenden Abnahme der Cholesterinwerte im Blut, müssen Medikamente verwendet werden. Reichen auch die Medikamente nicht aus, was bei schweren familiären Dyslipidämien der Fall sein kann, ist teilweise eine Plasmapherese notwendig. Die gegen Fettstoffwechselstörungen eingesetzten Medikamente enthalten in der Regel einen oder mehrere der folgenden Wirkstoffe:
- Statine als Cholesterinsyntheseenzymhemmer (kurz CSE-Hemmer)
- Ezetimib
- Fibrate
- Nicotinsäure
- Anionenaustauscherharze / Gallensäurebinder
- β-Sitosterol
- Lomitapid
- Hemmstoffe des Enzyms PCSK9
  - PCSK9-Hemmer (Funktionsverlust des Enzyms durch Bindung des Medikaments)
  - PCSK9-Syntesehemmung durch RNA-Interferenz (Medikament baut die zum Aufbau des Enzyms notwendige mRNA ab), aktuell einziger Vertreter ist Inclisiran.
- Bempedoinsäure
- Icosapent-Ethyl, eine hochgereinigte und stabile Eicosapentaensäure (Handelsname Vazkepa), als Additiv zu einer Behandlung mit Statinen bei Arteriosklerose und erhöhtem Triglyceridspiegel.[4][5]

Die Wahl des Wirkstoffs hängt von der Art des erhöhten Fettwertes im Blut ab. Heute verwendet man jedoch meist CSE-Hemmer oder Fibrate.
Man unterscheidet hier 3 Gruppen erhöhter Fettwerte:
- Isolierte Hypercholesterinämie

Bei der isolierten Hypercholesterinämie ist nur der Cholesterinwert erhöht, die anderen Blutfettwerte sind im Normalbereich. Zur Therapie können nahezu alle Arten von Lipidsenkern eingesetzt werden.
- Gemischte Hyperlipidämie

Bei der gemischten Hyperlipidämie sind sowohl die Cholesterin- als auch die Triglycerinwerte erhöht. Zur Therapie verwendet man im Regelfall CSE-Hemmer und/oder Fibrate.
- Isolierte Hypertriglyceridämie

Bei der isolierten Hypertriglyceridämie ist nur der Triglyceridwert erhöht, die anderen Blutfettwerte sind im Normalbereich. Zur Therapie verwendet der behandelnde Arzt in erster Linie Nicotinsäure und/oder Fibrate.